# Swartzia aptera
Swartzia aptera är en ärtväxtart som beskrevs av Dc.. Swartzia aptera ingår i släktet Swartzia och familjen ärtväxter. Inga underarter finns listade i Catalogue of Life.